# والتر ديلوتي
والتر ديلوتي هو رسام من الأوروغواي، له لوحة رسمها سنة 2013 تحمل اسم "جدارية: بناء الميناء"، ظهرت على ظهر ورقة نقدية تذكارية أصدرها بنك الأوروغواي المركزي عام 2017 بقيمة 50 بيزو.